# Sidi Youssef Ben Ali
Sidi Youssef Ben Ali è uno dei 5 arrondissement di Marrakech, Marocco. 